# Ленс, Николас
Николас Ленс (от бельг. Nicholas Lens, род. 14 ноября 1957 в Ипре, Бельгия) — бельгийский композитор.

## Биография
Родился 14 ноября 1957 года, в городе Ипре. Когда Ленсу исполнилось 5 лет, его крестный отец — Андре Моерман стал обучать его игре на скрипке. В Королевской консерватории овладел трубой и контрабасом, позже освоил виолу да гамба. Во время учёбы в консерватории Ленс приступил к профессиональному сочинению музыки для кино и театральных проектов. Известный дирижёр Менди Родан заключил с Ленсом контракт, согласно которому Николас стал контрабасистом в оркестре «Израильская симфониетта» (1973—1991).

## Оперы
- Контузии (опера), либретто Ника Кейва, мировая премьера состоялась 24 октября 2014 года в Королевском оперном театре Ла Монне.
- Медленный Человек (опера)[1] либретто Джона Максвелла Кутзее, по роману одноимённому роману Кутзее (Slow Man, 2005, рус. перевод 2006), премьера оперы была поставлена 5 июля 2012.
- Кукольный Дизайнер, камерная музыка для баритона и камерного оркестра, опубликовано в 2006 году.
- Проводной, камерная театральная музыка для сопрано и арфы, премьера состоялась в Пекине, 5 декабря 2006 года
- Трилогия The Accacha Chronicles (2005), музыкально-драматический театр для сопрано, тенора, контратенора, меццо-сопрано, баритона, баса, актера, малого хора, смешанного хора и камерного оркестра, опубликованные Schott Music International:
  1. Часть I: Flamma Flamma — The Fire Requiem (1994)
  2. Часть II: Terra Terra — The Aquarius Era (1999)
  3. Часть III: Amor Aeternus — Hymns of Love (2005)
- Ужасы любви (1995) для сопрано, баритона, контратенора и камерного оркестра[2].
- И др.